# Zentraler Omnibusbahnhof Bottrop
Der zentrale Omnibusbahnhof Bottrop ist der zentrale Knotenpunkt der Nahverkehrslinien in Bottrop und befindet sich in der Innenstadt Bottrops am Berliner Platz. Von Verkehrsverbund Rhein-Ruhr und Betreiber Vestische Straßenbahnen wird er als Bottrop ZOB Berliner Platz bezeichnet. Täglich nutzen 20.000 Personen die Ein- und Ausstiegsmöglichkeiten.

## Lage und Aufbau
Der ZOB befindet sich an der Hauptverkehrskreuzung der Innenstadt und schließt an das nördliche Ende der Fußgängerzone an. Der ZOB ist wie ein Ei an die Straße angehängt und ragt in die Fußgängerzone hinein, sodass der Ausstieg Stadt zugewandt ist. Der ZOB hat 17 Bussteige. In Nachbarschaft zum ZOB befindet sich ein Groß-Supermarkt mit Parkhaus.

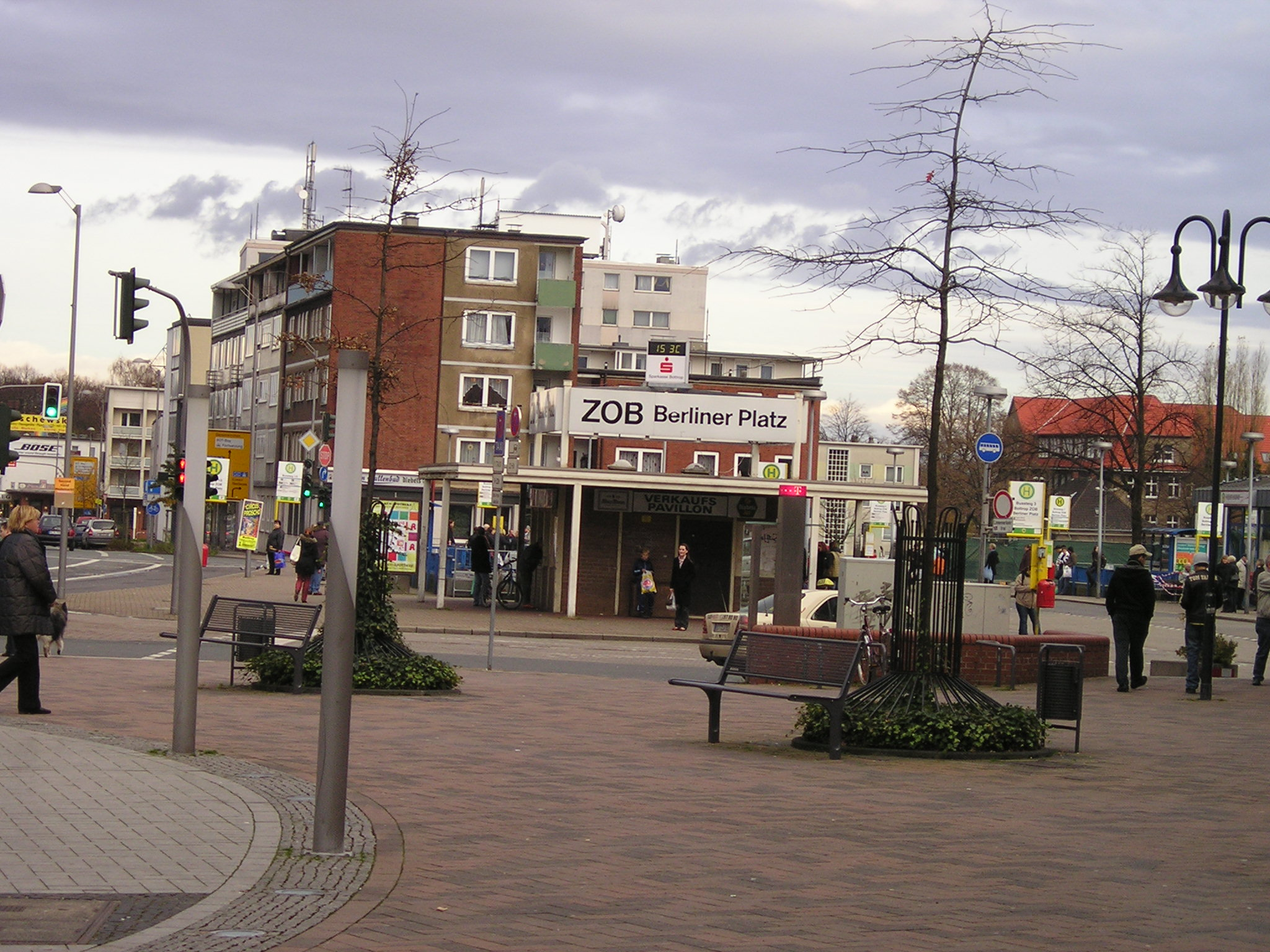
ZOB Bottrop vor dem Umbau

Zuletzt wurde der Busbahnhof in den Jahren 2009 und 2010 umfassend umgebaut. Seitdem besitzt er überdachte Bussteige und ein DFI-System an jedem Bussteig. Während des Umbaus diente der Pferdemarkt als provisorischer ZOB. Vor dem Umbau sah er wie auf dem Foto aus.

## Bedienung
Der ZOB wird von folgenden Linien angefahren. Diese Linien werden bis auf die Linien SB29, 186, 291 und NE16 von den Vestische Straßenbahnen betrieben. Die Linien SB16, SB29, 186, 261, 262, 291, 294 und NE16 stellen den Anschluss an den Hauptbahnhof her. Die Linie SB91 verbindet den Bottroper ZOB alle 10 Minuten mit der Neuen Mitte Oberhausen und dem Oberhausener Hauptbahnhof und stellt damit die primäre Verbindung zur Rheinschiene her. 
| Linie | Linienverlauf | Takt (Mo–Fr)                                                | Betreiber                   |
| ----- | --- | ----------------------------------------------------------- | --------------------------- |
| SB16  | Essen Hbf → Hollestr. – Rathaus Essen – Berliner Platz – Universität Essen – Essen-Bergeborbeck – Bottrop-Ebel – Bottrop Hbf – Bottrop ZOB Berliner Platz – Stadtwald Herzogstr. – Bottrop-Grafenwald – Kirchhellen Schulze-Delitzsch Str. – Bottrop-Kirchhellen, St. Antonius Hospital | 20 min (Essen–Bottrop ZOB) 60 min (Bottrop ZOB–Kirchhellen) | DB Rheinlandbus / Vestische |
| SB29  | Bottrop ZOB Berliner Platz – Bottrop Hbf – Gelsenkirchen Musiktheater – Gelsenkirchen Hbf | 60 min                                                      | DB Rheinlandbus             |
| SB91  | Bero-Zentrum – Oberhausen Hbf – Neue Mitte Oberhausen – OB-Osterfeld Süd Bf – Bottrop ZOB Berliner Platz – Bottrop-Eigen Markt – Gladbeck-Ellinghorst – Gladbeck Goetheplatz – Gladbeck-Ost Bf – Gelsenkirchen-Buer, Königswiese – Gelsenkirchen-Buer Rathaus Linie verkehrt zwischen OLGA-Park und Oberhausen Hbf über die ÖPNV-Trasse Oberhausen | 10 min (Bero-Zentrum–Bottrop ZOB) 20 min (Bottrop ZOB–Buer) | Vestische / STOAG           |
| 186   | Bottrop ZOB Berliner Platz – Bottrop Hbf – Ebel Zeche Prosper – Essen-Dellwig Schilfstr. – Gerscheder Weiden – Borbeck Germaniaplatz – Borbeck Bf – Bedingrade – Schönebeck – Borbeck Süd Bf – Altendorf Schölerpad | 20 min                                                      | Ruhrbahn                    |
| 251   | Bottrop ZOB Berliner Platz – Marienhospital – Stadtwald – Bottrop-Richard-Wagner Schule – Bottrop-Grafenwald | 30 min                                                      | Vestische                   |
| 259   | Bottrop ZOB Berliner Platz – Bottrop-Eigen – Ellinghorst – Gladbeck Goetheplatz – Gladbeck Oberhof – Butendorf – Brauck – Rosenhügel – Gelsenkirchen-Horst, Buerer Str. | 20 min                                                      | Vestische                   |
| 260   | Bottrop ZOB Berliner Platz – Batenbrock – Bottrop-Boy Bf – Boyer Markt – Gelsenkirchen-Horst, Buerer Straße | 20 min                                                      | Vestische                   |
| 261   | Bottrop-Ebel – Bottrop Hbf – Batenbrock – Bottrop ZOB Berliner Platz – Fuhlenbrock – Stadtwald – Nordfriedhof – Eigen Markt | 20 min                                                      | Vestische                   |
| 262   | Bottrop-Eigen Markt – Ostfriedhof – Boverheide – Batenbrock – Bottrop Hbf – Südring – Bottrop ZOB Berliner Platz | 20 min                                                      | Vestische                   |
| 263   | OB-Sterkrade Bf – Klosterhardt – Rothebusch Nord – Fuhlenbrock Geibelstr. – Bottrop ZOB Berliner Platz – Batenbrock Prosperstr. – Bottrop-Welheim – Essen-Karnap, Boyer Straße | 20 min                                                      | Vestische                   |
| 264   | Bottrop-Eigen Börenstraße – Eigen Markt – Boverheide – Batenbrock – Bottrop ZOB Berliner Platz | 20 min                                                      | Vestische                   |
| 265   | Bottrop ZOB Berliner Platz – Batenbrock – Bottrop-Boy Bf – Bottrop-Boyer Markt – Gewerbegebiet Bottrop-Boy | 20 min                                                      | Vestische                   |
| 266   | Bottrop ZOB Berliner Platz – Tetraeder – Bottrop-Boy Bf – Boyer Markt – Bottrop-Boy, Wilhelm-Tenhagen-Straße | 30 min                                                      | Vestische                   |
| 267   | Bottrop ZOB Berliner Platz – Stadtwald Herzogstr. – Bottrop-Grafenwald – Kirchhellen Schulze-Delitzsch-Str. – St.-Antonius-Hospital – Feldhausen – Feldhausen Bf – Movie Park | 30 min                                                      | Vestische                   |
| 268   | Zeche Franz Haniel – Fuhlenbrock Markt – Bottrop ZOB Berliner Platz – Batenbrock Prosperstr. – Welheimer Mark Klopriesstraße | 20 min                                                      | Vestische                   |
| 291   | Bottrop ZOB Berliner Platz – Vonderort – Vonderort Bf – Bottrop Hbf | 20 min                                                      | DB Rheinlandbus             |
| TB294 | Taxibus: (Bottrop ZOB Berliner Platz – Vonderort –) Bottrop Hbf – Welheimer Mark Klopriesstraße – Bottrop-Welheim Bedienung des Abschnitts ZOB – Hbf nur im Spätverkehr; in der Früh-HVZ Mo–Fr zwischen Hbf und Klopriesstr. regulärer Busverkehr | 60 min                                                      | Vestische                   |
| 979   | Elektrobuslinie: OB-Sterkrade Bf – Tackenberg – Bottrop-Fuhlenbrock – Bottrop ZOB Berliner Platz | 20 min                                                      | Vestische / STOAG           |
| NE2   | Bottrop ZOB Berliner Platz – Bottrop-Eigen – Ellinghorst – Gladbeck Goetheplatz – Gladbeck Ost Bf – Gelsenkirchen-Scholven – Bülse – Gelsenkirchen-Buer Rathaus – Gelsenkirchen-Resse – Herten Rathaus (Herten , 300 m) – Herten Mitte (Herten , 500 m) – Disteln Josefstr. – Hochlar – Westviertel Moltkestr. – Paulusviertel Paulusstr. – Viehtor – Recklinghausen Hbf NachtExpress: In den Nächten von Freitag auf Samstag, Samstag auf Sonntag und vor Feiertagen | 60 min                                                      | Vestische                   |
| NE16  | Essen Hbf – Am Waldthausenpark – Berliner Platz – Universität Essen – Essen-Bergeborbeck – Gerscheder Weiden – Bottrop-Ebel – Bottrop Hbf – Bottrop ZOB Berliner Platz | 60 min                                                      | Ruhrbahn                    |
| NE18  | Bottrop ZOB Berliner Platz – Fuhlenbrock – Bottrop-Grafenwald – Kirchhellen – Schulze-Delitzsch-Str. NachtExpress: In den Nächten von Freitag auf Samstag, Samstag auf Sonntag und vor Feiertagen | 60 min                                                      | Vestische                   |
| NE19  | Bottrop ZOB Berliner Platz – Batenbrock – Bottrop-Boy Bf – Boyer Markt – Gelsenkirchen-Horst, Buerer Str. NachtExpress: In den Nächten von Freitag auf Samstag, Samstag auf Sonntag und vor Feiertagen | 60 min                                                      | Vestische                   |
| NE21  | NachtExpress: Oberhausen Hbf – Neue Mitte Oberhausen – OB-Osterfeld Süd Bf – Bottrop ZOB Berliner Platz Linie verkehrt zwischen OLGA-Park und Oberhausen Hbf über die ÖPNV-Trasse Oberhausen | 60 min                                                      | Vestische / STOAG           |

## S-Bahnhof Bottrop Mitte
Der Bottroper Hauptbahnhof befindet sich am Rande der Stadt, lässt sich nur mit einem Teil der Buslinien verknüpfen und ist überhaupt in die Stadt Bottrop schlecht integriert. Die Stadtverwaltung und die S-Bahn Rhein-Ruhr planten deshalb in den 1970er Jahren eine unterirdische Erschließung unter dem Berliner Platz. Diese sah zwei Streckenführungen vor, die erste von Duisburg über den Bottroper ZOB nach Gelsenkirchen und die zweite von Essen über Bottrop nach Gladbeck und weiter nach Marl. In diesem Zusammenhang wurde in den 1970ern der ZOB mit einem Tunnelsystem ausgestattet, das den Anschluss der unterirdischen Anbindung der S-Bahn nachträglich ermöglichen sollte. Beide Strecken wurden nach und nach verworfen. Zuletzt war geplant, eine abgespeckte S-Bahnstrecke vom Hauptbahnhof bis zum ZOB Berliner Platz zu bauen, um die S-Bahn Rhein-Ruhr in Form der Linie S9 direkt an die Bottroper Innenstadt anzubinden. Die Stadt Bottrop und die S-Bahn Rhein-Ruhr lehnten dieses Bauvorhaben aus Kostengründen ab, zumal die meisten Züge, die nicht in Bottrop enden, aus betrieblichen Gründen weiterhin nur am Hauptbahnhof halten würden. Weil zudem zeitweise die Absicht bestand, den 20-Minuten-Takt der Linie S9 bis Gladbeck West auszuweiten, wurde dieses Bauvorhaben nicht mehr verwirklicht. Im Zuge der Neugestaltung des ZOB wurde das bereits fertige Tunnelsystem zur Anbindung der S-Bahn an den ZOB wieder abgerissen.